# La presa di Roma
La presa di Roma, conosciuto anche come Bandiera bianca e La breccia di Porta Pia, è un cortometraggio di Filoteo Alberini che, nel 1905, fu il primo film italiano a essere proiettata in pubblico in Italia. Il film costò la forte somma di 500 lire dell'epoca e la pellicola era lunga circa 250 metri (contro i 40/60 tradizionali dei film del tempo) di cui oggi se ne conservano solamente 75 metri, ovvero quattro minuti di proiezione; in totale il film doveva essere lungo poco più di 10 minuti.
Lo storico del cinema italiano Aldo Bernardini attesta che la prima proiezione ufficiale si svolse a Roma il 20 settembre 1905, giorno della ricorrenza della presa di Porta Pia, in uno spettacolo pubblico allestito nel Piazzale di Porta Pia: Alberini ottenne l'autorizzazione a effettuare la proiezione all'aperto su un grande schermo montato proprio dinanzi a Porta Pia, a cui assistettero migliaia di persone richiamate da una breve ma intensa campagna pubblicitaria effettuata mediante la diffusione di volantini; successivamente il film venne proiettato regolarmente al chiuso presso il Cinematografo Moderno in Piazza delle Terme. Una precedente proiezione tecnica di prova si svolse al Cinematografo Artistico di Livorno il precedente 16 settembre.
Come indicato nel bollettino della Alberini & Santoni, La presa di Roma è una «grande ricostruzione storica in sette quadri», di cui l'ultimo a colori, dell'assalto di Porta Pia condotto dai bersaglieri italiani dopo i vani tentativi di mediazione con le truppe pontificie. Alberini sviluppa l'idea di fondo dividendola in una serie di quadri, ognuno costituente una unità narrativa autonoma, che in virtù del montaggio ricostruiscono fatti e personaggi della storia italiana recente. A tal fine, egli coinvolge Augusto Cicognani nella realizzazione delle scenografie di cartapesta utilizzate per i tre quadri ripresi in teatro di posa che si alternano a quelli girati in esterni dal vero che conferiscono un'inedita autenticità alle scene di massa, aprendo la strada dal punto di vista sia formale sia tematico ai kolossal degli anni successivi del cinema italiano.

## Restauro
Nel 2005, per i cent'anni della pellicola, il film è stato ricostruito e restaurato dal Centro Sperimentale di Cinematografia della Cineteca Nazionale grazie ai duplicati negativi degli anni '30 dell'Istituto Luce confrontati con le copie dei fotogrammi della Cineteca Nazionale di Roma, della Cineteca Italiana di Milano, della Cineteca Argentina di Buenos Aires, del MoMA di New York e del National Film and Television Archive di Londra. Il fotogramma de "L'ultima cannonata" è stato fornito da Aldo Bernardini, storico collaboratore di Vittorio Martinelli sulla storia del cinema muto.